# پلشنیتسه
پلشنیتسه (به چکی: Plešnice) یک منطقهٔ مسکونی در جمهوری چک است که در ناحیه پلزن-شمالی واقع شده‌است. پلشنیتسه ۶٫۸۷ کیلومتر مربع مساحت و ۲۵۲ نفر جمعیت دارد و ۳۸۷ متر بالاتر از سطح دریا واقع شده‌است.